# Sorgu
Sorgu ist eine Ostsee-Insel vor der estnischen Küste im südwestlichen Kreis Pärnu. Sorgu wurde erstmals im 16. Jahrhundert als Sorkholm auf Karten verzeichnet.
Die Insel befindet sich südöstlich der Insel Manilaid. Sie ist ca. 5 Hektar groß und sehr steinig. Auf ihr befindet sich seit 1904 ein 16 m hoher Leuchtturm (Sorgu tulepaak) mit einigen Nebengebäuden aus Stein. Er ersetzte einen hölzernen Vorgängerbau, der 1864 im Zusammenhang mit dem Bau des Hafens von Pärnu errichtet worden war. Die Gewässer um die Insel in der Pärnuer Bucht gelten als schwierig. Zahlreiche Schiffsunfälle haben sich dort ereignet.
Sorgu gehört verwaltungsmäßig zur Gemeinde Pärnu. Die Insel ist seit 1976 unbewohnt. Sorgu ist heute ein wichtiger Ruhe- und Nistplatz für Zugvögel. Die Insel darf daher vom 15. April bis 1. Juli nicht betreten werden. In der Nähe von Sorgu befinden sich die beiden kleineren, ebenfalls unbewohnten Eilande Heinlaid und Kiveslaid.